# Tetramorium aspersum
Tetramorium aspersum är en myrart som först beskrevs av Smith 1865.  Tetramorium aspersum ingår i släktet Tetramorium och familjen myror. Inga underarter finns listade i Catalogue of Life.

## Bildgalleri

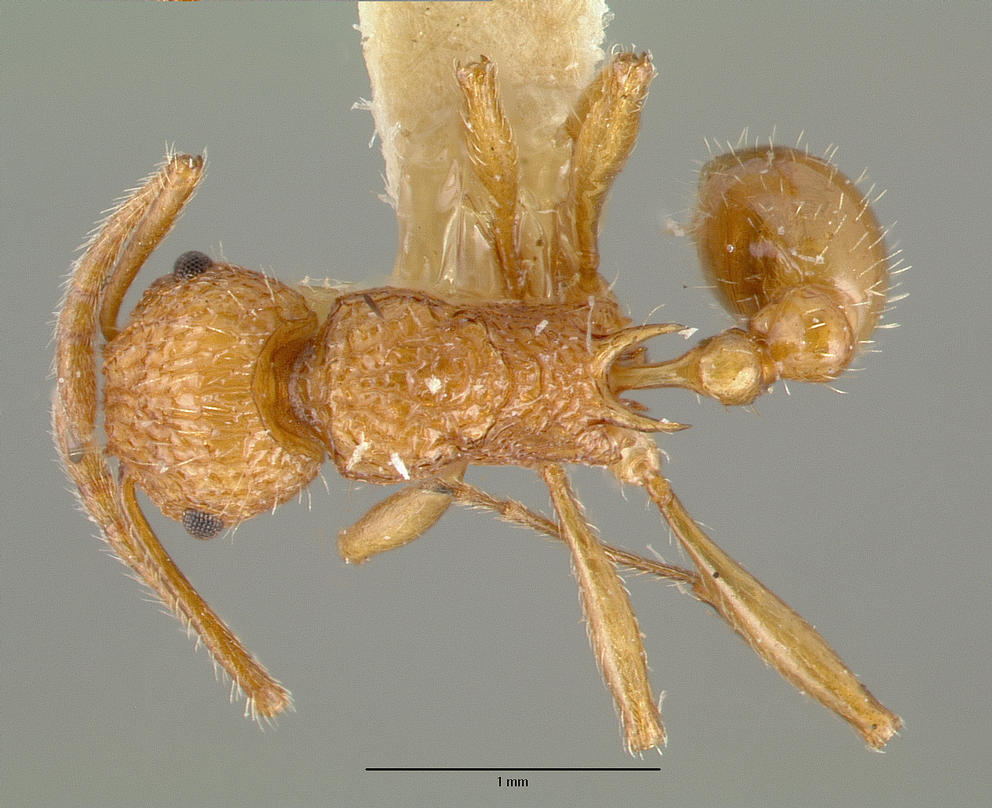
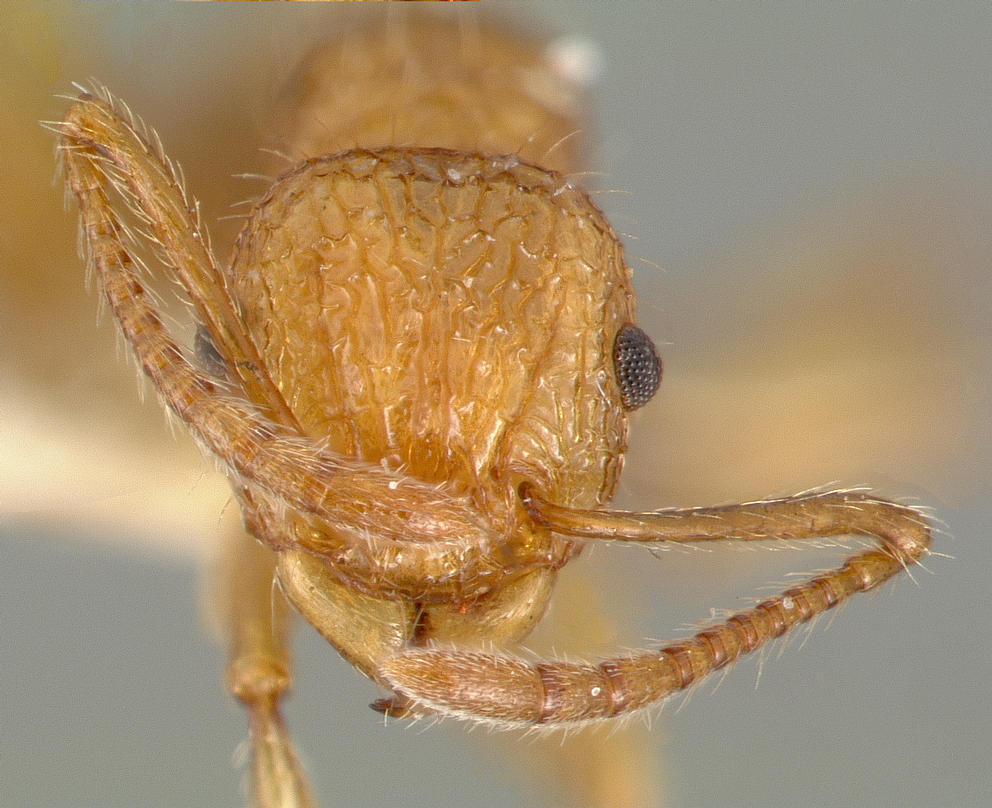
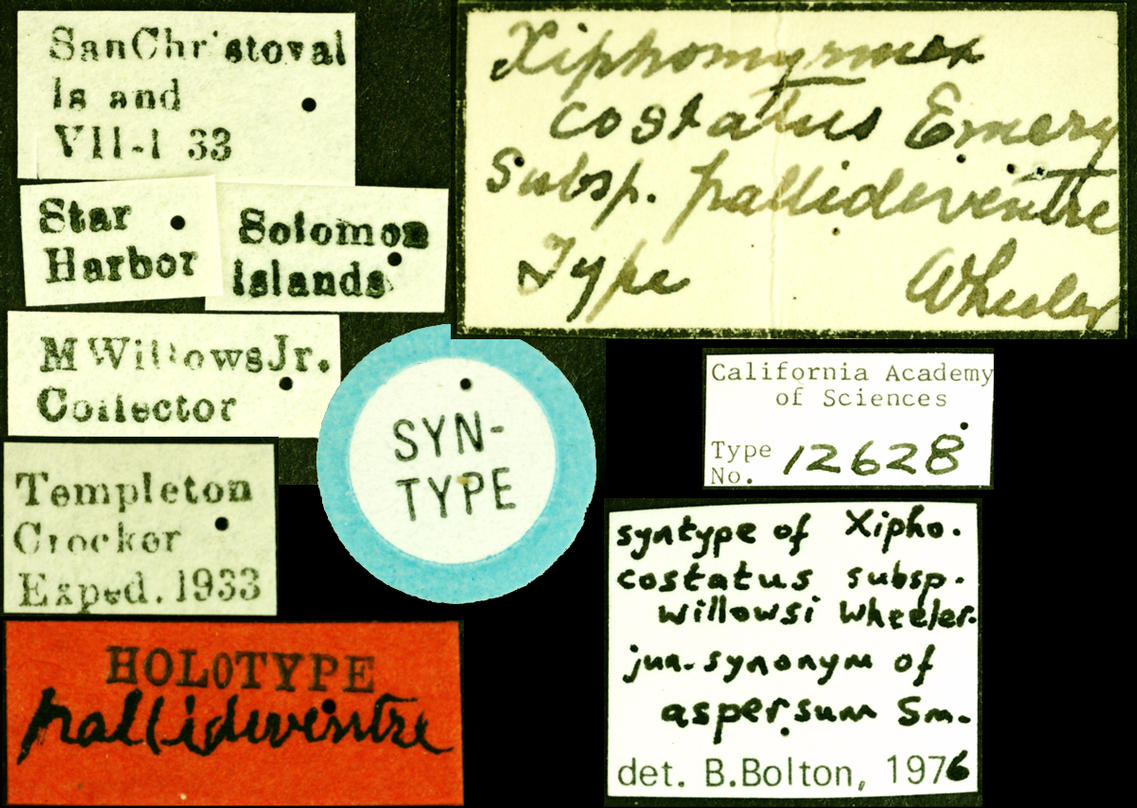
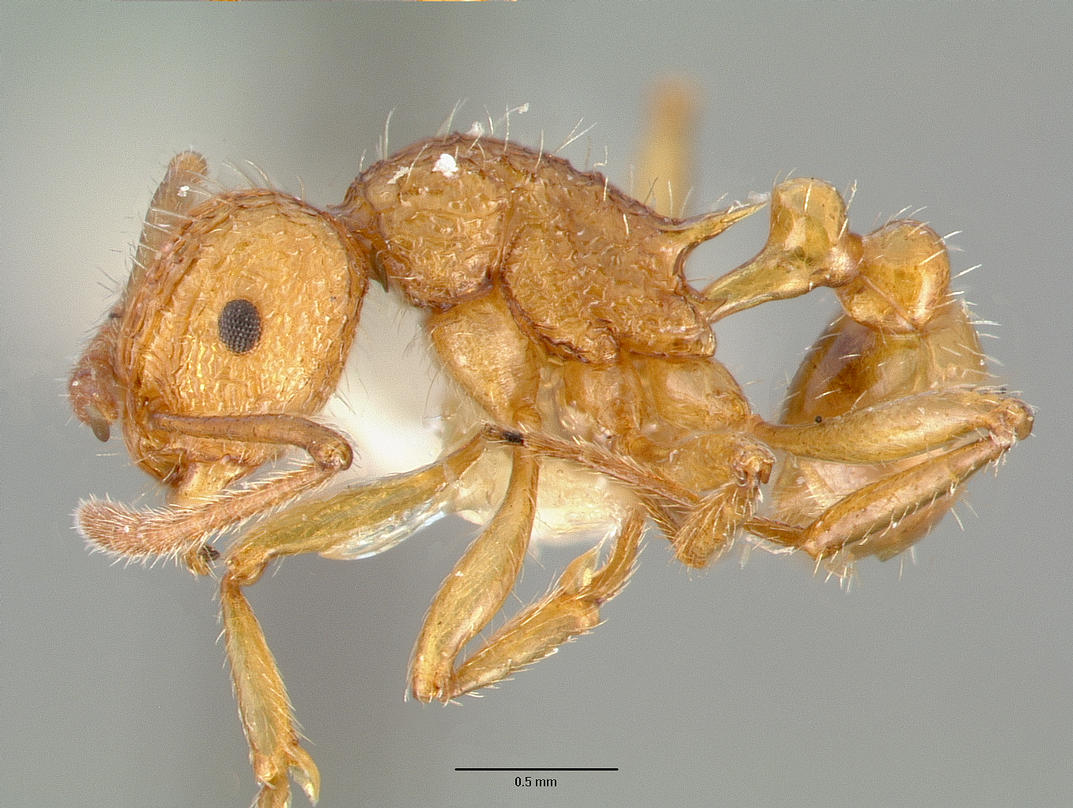